# Microsoft Stream
O Microsoft Stream é um serviço corporativo de compartilhamento de vídeo lançado em 20 de junho de 2017 que substituirá gradualmente o Office 365 Video já existente.